# Frédéric Perez
Frédéric Perez, francoski rokometaš, * 19. julij 1961, Oran (Francoska Alžirija).
Leta 1992 je na poletnih olimpijskih igrah v Barceloni v sestavi francoske reprezentance osvojil bronasto olimpijsko medaljo.